# Champ (perro)
Champ (11 de noviembre de 2008 - 19 de junio de 2021) fue un pastor alemán propiedad de la familia de Joe Biden. Se unió a ellos para vivir en la Casa Blanca en 2021. Champ era el mayor de los dos pastores alemanes que poseía Biden al comienzo de su presidencia (siendo el pastor alemán más joven Major).

## Biografía
Biden prometió a su esposa que compraría un perro después de las elecciones presidenciales de 2008, independientemente de si él y Barack Obama ganaron o perdieron la carrera. Jill Biden grabó diferentes fotografías de perros en los asientos del avión de campaña de Biden para que él las viera. Compró el perro cuando era cachorro a un criador en Pensilvania, y sus nietas lo llamaron Champ (nacido el 11 de noviembre de 2008). El nombre de Champ le recordó a Biden el consejo que le dio su padre, quien dijo: «Any time you get knocked down, champ, get up!» («¡Cada vez que te derriben, campeón, levántate!»). Biden tiene afinidad por los pastores alemanes, ya que los ha entrenado en el pasado. Biden regalaría a los niños pequeños peluches de Champ durante su vicepresidencia.
Champ vivió en la Rotonda del Observatorio número 1 durante el mandato de Biden como vicepresidente. El 24 de enero de 2021, cuatro días después de la toma de posesión de Biden como presidente, Champ y Major, el pastor alemán más joven de los Biden, se mudaron a la Casa Blanca.
El 19 de junio de 2021, la Casa Blanca anunció que Champ había muerto en Wilmington, Delaware. «En nuestros momentos más alegres y en nuestros días más afligidos, él estuvo allí con nosotros, sensible a todos nuestros sentimientos y emociones no expresados», se lee en el comunicado. «Amamos a nuestro dulce y bueno chico y siempre lo extrañaremos». Según el comunicado de la Casa Blanca, Champ «falleció pacíficamente en su casa».